# Лебедева, Зинаида Александровна
Зинаида Александровна Лебедева (1902—1989) — советский учёный, государственный и политический деятель.

## Биография
Родилась в 1902 году. Член ВКП(б).
В 1927 году окончила медицинский факультет 2-го Московского университета. Ученица А. А. Киселя и Т. П. Краснобаева.
С 1927 года — на общественной и политической работе. В 1927—1978 гг. — аспирантка в Центральном институте туберкулеза М3 СССР (1927—1933), главный врач детского туберкулезного санатория, директор Центрального научно-исследовательского института туберкулеза М3 СССР (1939—1959), представитель Комитета советских женщин в Международной демократической федерации женщин, член Международного противотуберкулезного союза, профессор, руководитель курса туберкулеза медицинского факультета Университета дружбы народов имени Патриса Лумумбы.
Избиралась депутатом Верховного Совета СССР 3-го, 4-го, 5-го созывов.
Умерла в 1989 году в Москве. Похоронена на Введенском кладбище (1 уч.).